# Linus Persson
Linus Persson (* 16. April 1993 in Helsingborg) ist ein schwedischer Handballspieler. Der 1,90 m große rechte Rückraumspieler spielt beim portugiesischen Verein FC Porto und steht zudem im Aufgebot der schwedischen Nationalmannschaft.

## Karriere

### Verein
Linus Persson lernte das Handballspielen in der Jugend von OV Helsingborg. Zur Saison 2011/12 wechselte der Linkshänder zum HK Malmö, mit dem er in der Handbollsligan auflief. Ab 2018 spielte er für drei Jahre beim französischen Erstligisten US Ivry. Nach dem Abstieg in der Saison 2020/21 unterschrieb er beim HBC Nantes, mit dem er in der Saison 2021/22 französischer Vizemeister sowie Gewinner des Ligapokals wurde. Mit Nantes nahm er an der EHF European League 2021/22 teil. Dort scheiterte der HBC im Viertelfinale am Titelverteidiger SC Magdeburg. 2022 gewann er den Trophée des Champions, 2023 die Coupe de France. Ab dem Sommer 2023 stand er beim dänischen Erstligisten GOG unter Vertrag. Zur Saison 2025/26 wechselte er zum portugiesischen Erstligisten FC Porto.

### Nationalmannschaft
In der schwedischen Nationalmannschaft debütierte Persson am 2. April 2014 beim 30:25 gegen Deutschland in Stockholm. Bei der Weltmeisterschaft 2021 gewann er mit Schweden die Silbermedaille und bei der Europameisterschaft 2022 die Goldmedaille. Bisher bestritt er 46 Länderspiele, in denen er 75 Tore erzielte.

### Erfolge
- Französischer Ligapokal (Coupe de la Ligue): 2021/22
- Trophée des Champions (Supercup): 2022/23
- Französischer Pokalsieger (Coupe de France): 2022/23
- Französischer Vizemeister: 2021/22
- Finalist Coupe de France: 2021/22
- Vizeweltmeister 2021
- Europameister 2022